# 509
509(오백구)는 508보다 크고 510보다 작은 자연수다.

## 수학
- 97번째 소수(素數)다. 앞의 소수는 503, 다음은 521이다.
  - 26번째 소피 제르맹 소수(↔ 1019)다. 앞의 소피 제르맹 소수는 491, 다음은 593이다.
  - 25번째 슈퍼 소수로, 509의 소수 순번인 97도 소수다. 앞의 슈퍼 소수는 461, 다음은 547이다.
- 피타고라스 삼조의 빗변의 길이이다. ({\displaystyle 220^{2}+459^{2}=509^{2}})[a]
- {\displaystyle 509=12^{2}+13^{2}+14^{2}}
  - 연속하는 세 자연수의 제곱합으로 나타낼 수 있으며, 이 성질을 지닌 앞의 수는 434, 다음 수는 590이다.

## 과학·기술
- NGC 509(영어판): 물고기자리 방향에 있는 렌즈형은하.
- X.509: 암호학에서 공개 키 기반(PKI)의 ITU-T 표준.

## 교통
- 509번 지방도: 충청북도 보은군 회남면 남대문리에서 청주시 상당구 가덕면까지 이어지는 대한민국의 지방도.
- 현도 제509호선

## 문화유산
- 대한민국의 보물 제509호: 구례 논곡리 삼층석탑
- 대한민국의 사적 제509호: 거제 둔덕기성

## 방송
- 스카이라이프의 K스타 채널 번호.
- KT HCN의 SPOTV 골프앤헬스 채널 번호.

## 기타
- 날짜: 5월 9일
- 연도: 509년, 기원전 509년